# Dioon purpusii
Dioon purpusii är en kärlväxtart som beskrevs av Joseph Nelson Rose. Dioon purpusii ingår i släktet Dioon och familjen Zamiaceae. IUCN kategoriserar arten globalt som sårbar. Inga underarter finns listade i Catalogue of Life.

## Bildgalleri

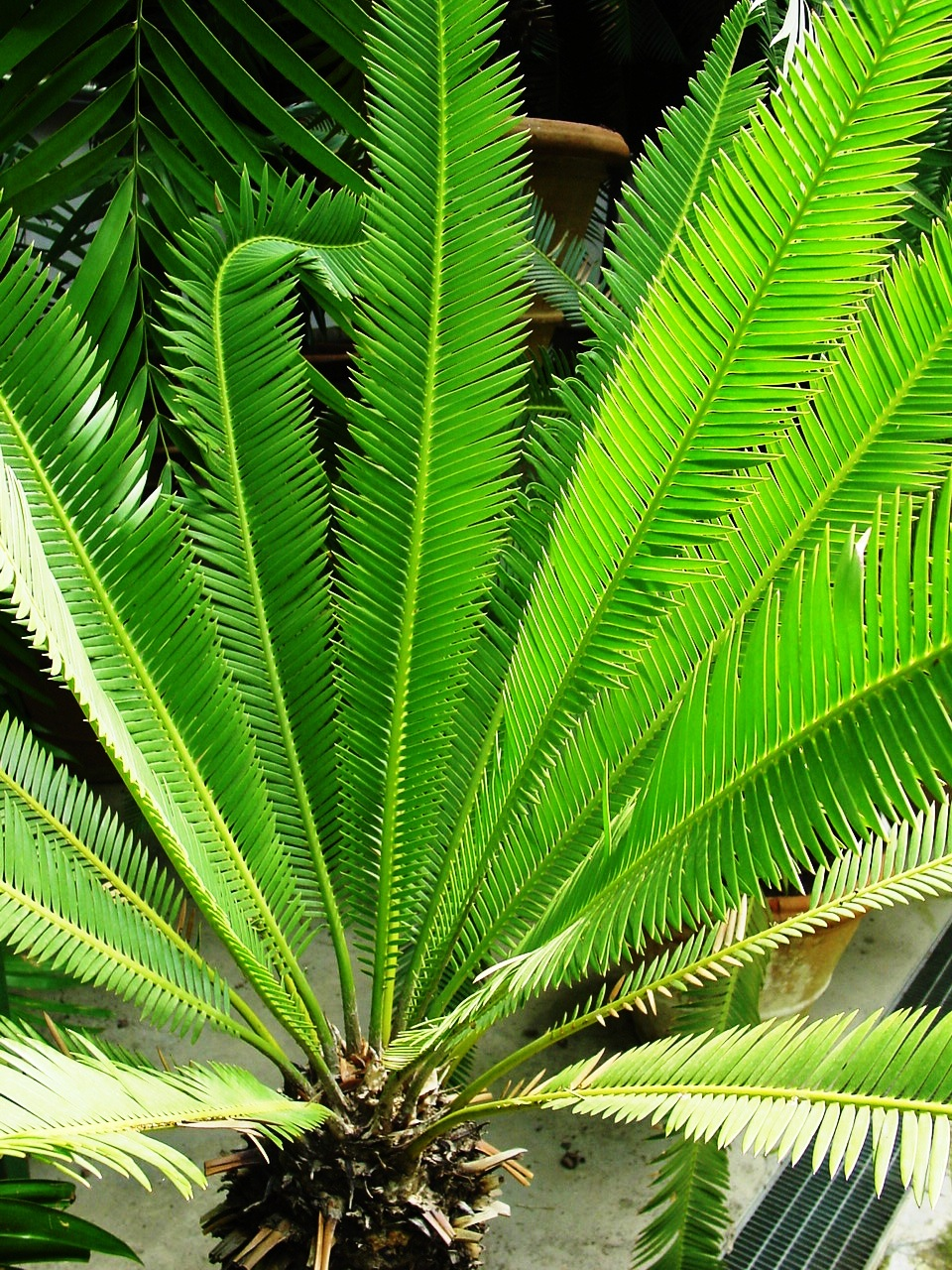
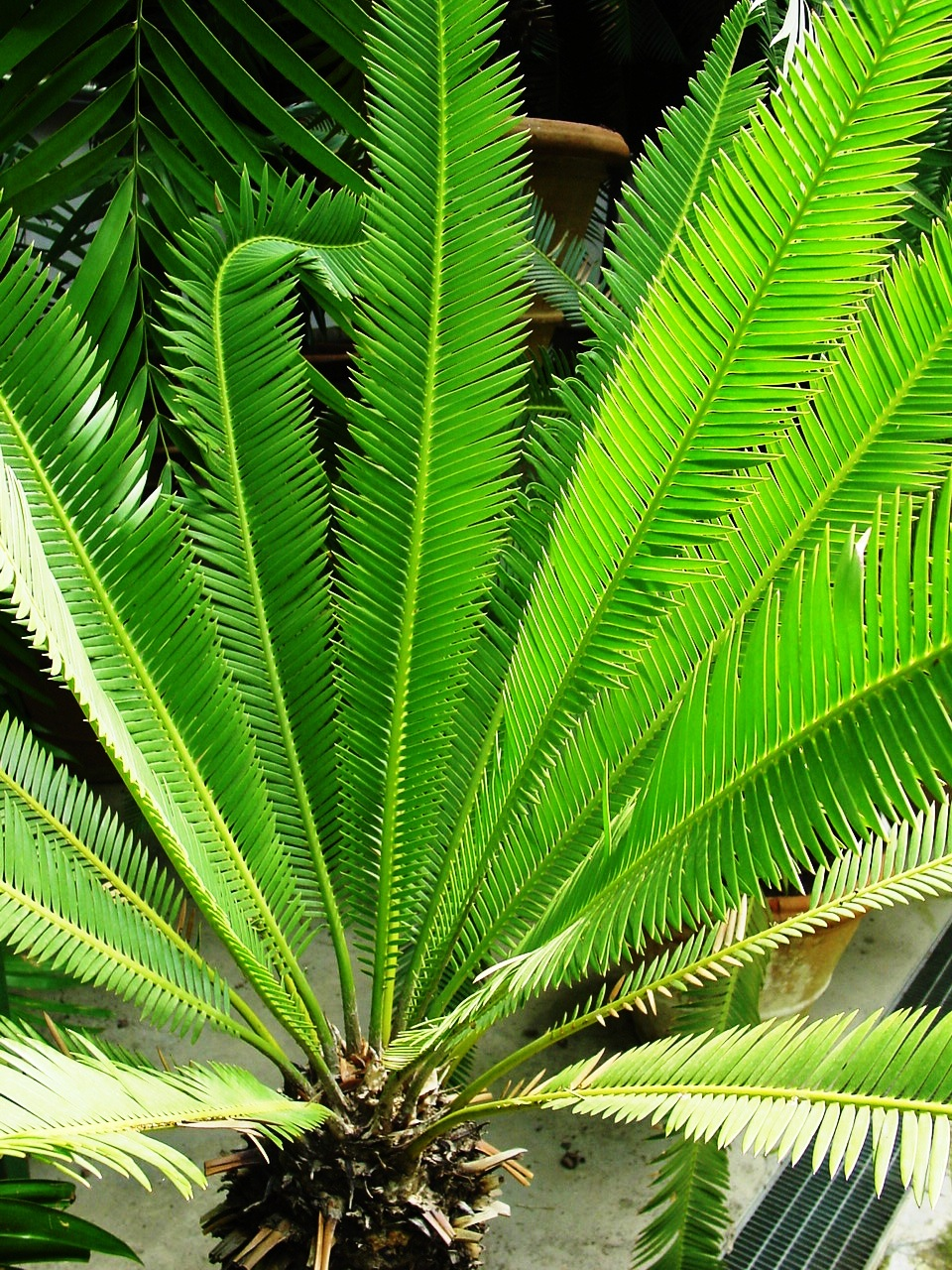